# Royal Olympic Club Charleroi
Il Royal Olympic Club Charleroi, meglio conosciuta come Olympic Charleroi o con l'acronimo ROCC, è una società di calcio belga, con sede a Charleroi.
Nella sua storia l'Olympic Charleroi ha partecipato in ventiquattro occasioni alla massima serie belga.

## Storia
Il Royal Olympic Club Charleroi venne fondato il 20 settembre 1911 nel "Café de la Plaine" per iniziativa del diciassettenne Jules Ponsaerts come Caroloregian Lodelinsart Club Olympique nome che cambiò già l'anno seguente in Olympic Club de Charleroi. Nel 1914 il club aderisce alla federazione calcistica del Belgio ma ne esce lo stesso anno per una questione di medaglie vinte ma non ricevute, rientrando nella federazione solo nel 1921 come Olympic Carolingien de Lodelinsart (riprenderà il vecchio nome l'anno seguente).
Nel 1936, dopo dieci stagioni tra in terza serie, ottiene la sua prima promozione in cadetteria, a cui seguì l'anno seguente l'accesso alla massima serie belga. Nella stagione d'esordio in massima serie, la Division d'Honneur 1937-1938, ottenne l'undicesimo posto finale. Nel 1937 la squadra poté fregiarsi del titolo onorifico di "Royal" ("regale" in italiano).
Nella stagione 1938-1939 ottenne il terzo posto finale, piazzamento migliorato solo nella Division d'Honneur 1946-1947, conclusa dai Dogues al secondo posto finale, a due punti dai campioni dell'Anderlecht. L'Olympic Charleroi mantenne la massima serie sino alla stagione 1954-1955, conclusasi al sedicesimo ed ultimo posto con la conseguente retrocessione in cadetteria.
Il club tornò in massima serie già dalla stagione 1956-1957, chiusa all'undicesimo posto. L'Olympic mantenne la categoria sino alla Division I 1962-1963, chiusa al sedicesimo ed ultimo posto. Il club tornò nuovamente in massima serie nella stagione 1967-1968, retrocedendo però immediatamente.
Nel 1972 la società cambia nome in Royal Olympic Club de Montignies-sur-Sambre, cambiando i colori sociali dai tradizionali bianco e nero in rosso e bianco. Con la nuova denominazione torna in massima serie nella stagione 1974-1975, retrocedendo immediatamente. Questa sarà l'ultima volta che il club di Charleroi ha avuto accesso alla massima serie belga.
Nel 1982 la squadra torna alla sua denominazione storica. Nel 2000 il club si fonde con il Royale Association marchiennoise des sports divenendo il Royal Olympic Club de Charleroi-Marchienne. Dopo aver sfiorato il fallimento nel 2012, nel 2016 torna alla denominazione storica, che abbandonerà nuovamente nel 2019 dopo la fusione con il club di Châtelet-Farciennes, divenendo Olympic Charleroi Châtelet Farciennes. La nuova denominazione sarà abbondonata per quella storica già l'anno seguente. 

## Palmarès

### Competizioni nazionali
- Derde klasse: 3

1995-1996 (Gruppo A), 2006-2007 (Gruppo B), 2024-2025 (Gruppo A)